# Crassula ovata
Crassula ovata, comúnmente llamada árbol de jade, es una planta suculenta originaria de Mozambique y de algunas provincias sudafricanas (KwaZulu-Natal, Cabo Oriental).

## Descripción
C. ovata es una planta perenne, con ramas gruesas y hojas carnosas de 3 a 7 cm, que crecen en pares opuestos a lo largo del tallo. Es originaria de África del sur, crece en los laterales de las montañas en lugares rocosos y calurosos con lluvias invernales. Tiene un crecimiento arbustivo, suele desarrollar un tronco central grueso, por lo que muchas veces crece en forma de pequeño árbol pudiendo alcanzar los 2 m de altura.  Las hojas son de un característico color verde jade y algunas variedades pueden desarrollar un tinte rojizo en los bordes cuando se exponen a elevados niveles de insolación. Los tallos jóvenes tienen el mismo color y textura que las hojas, volviéndose  leñosos y marrones con la edad. Bajo las condiciones adecuadas, producen flores blancas o rosadas desde fines del otoño hasta el invierno.

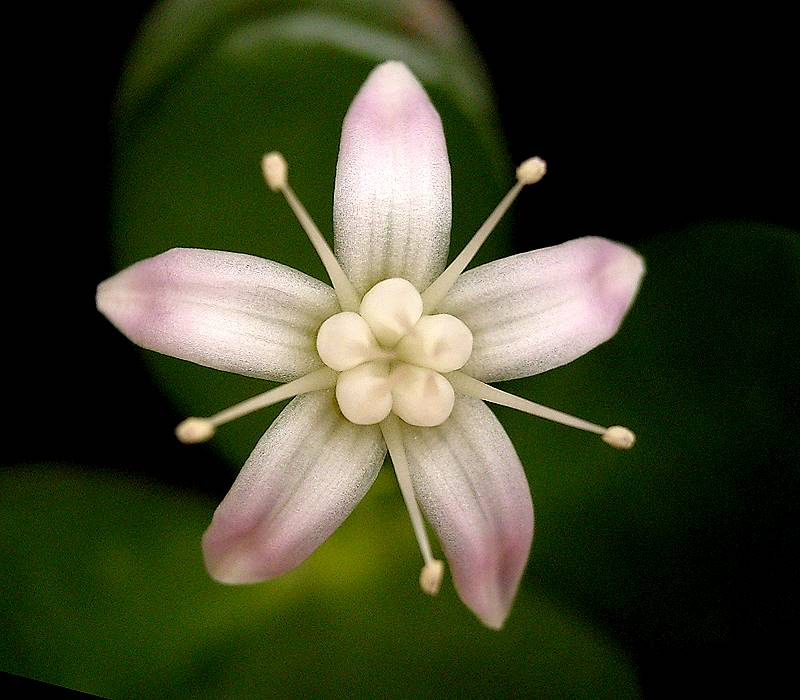
Detalle de la flor.

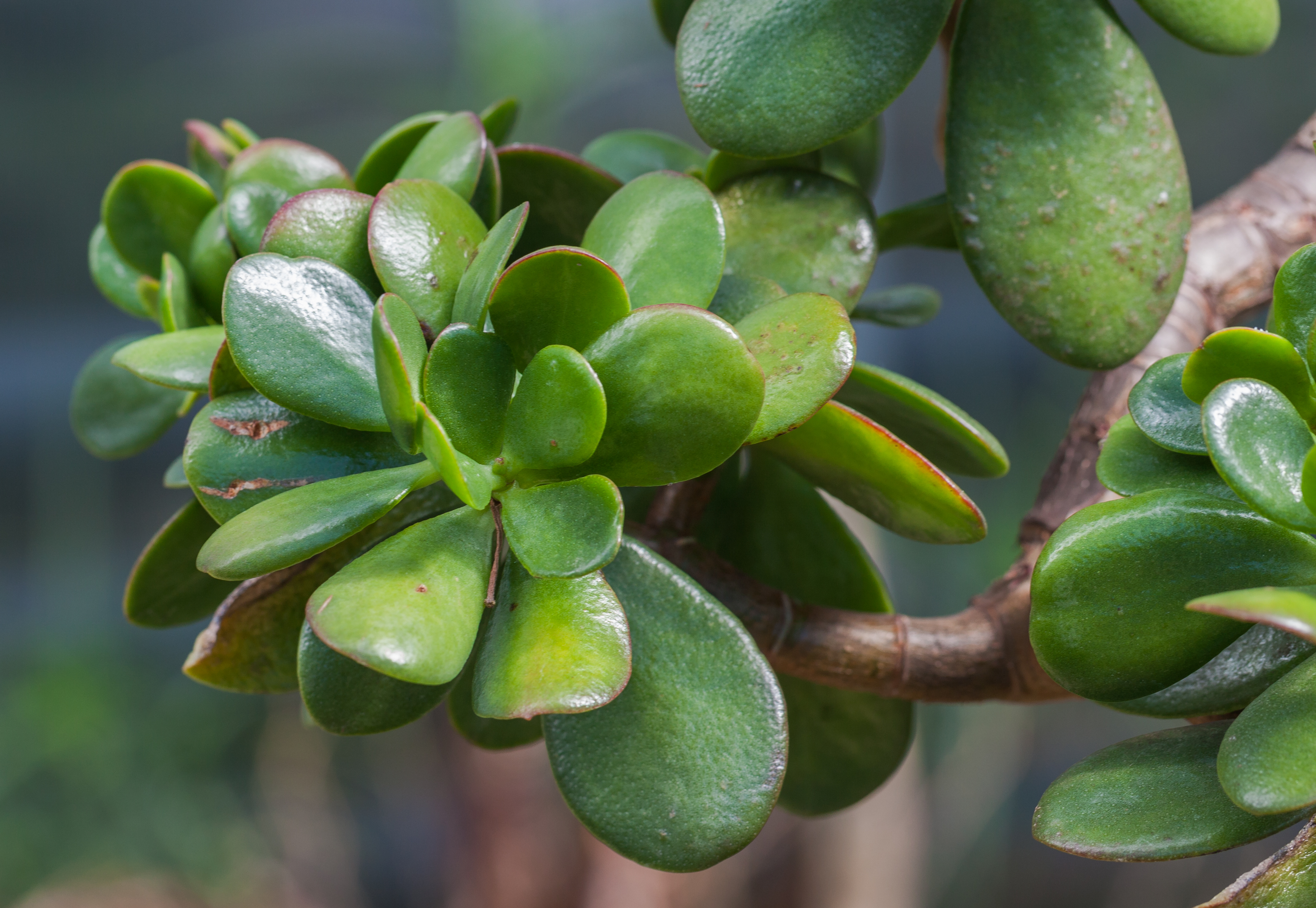
Detalle de las hojas.

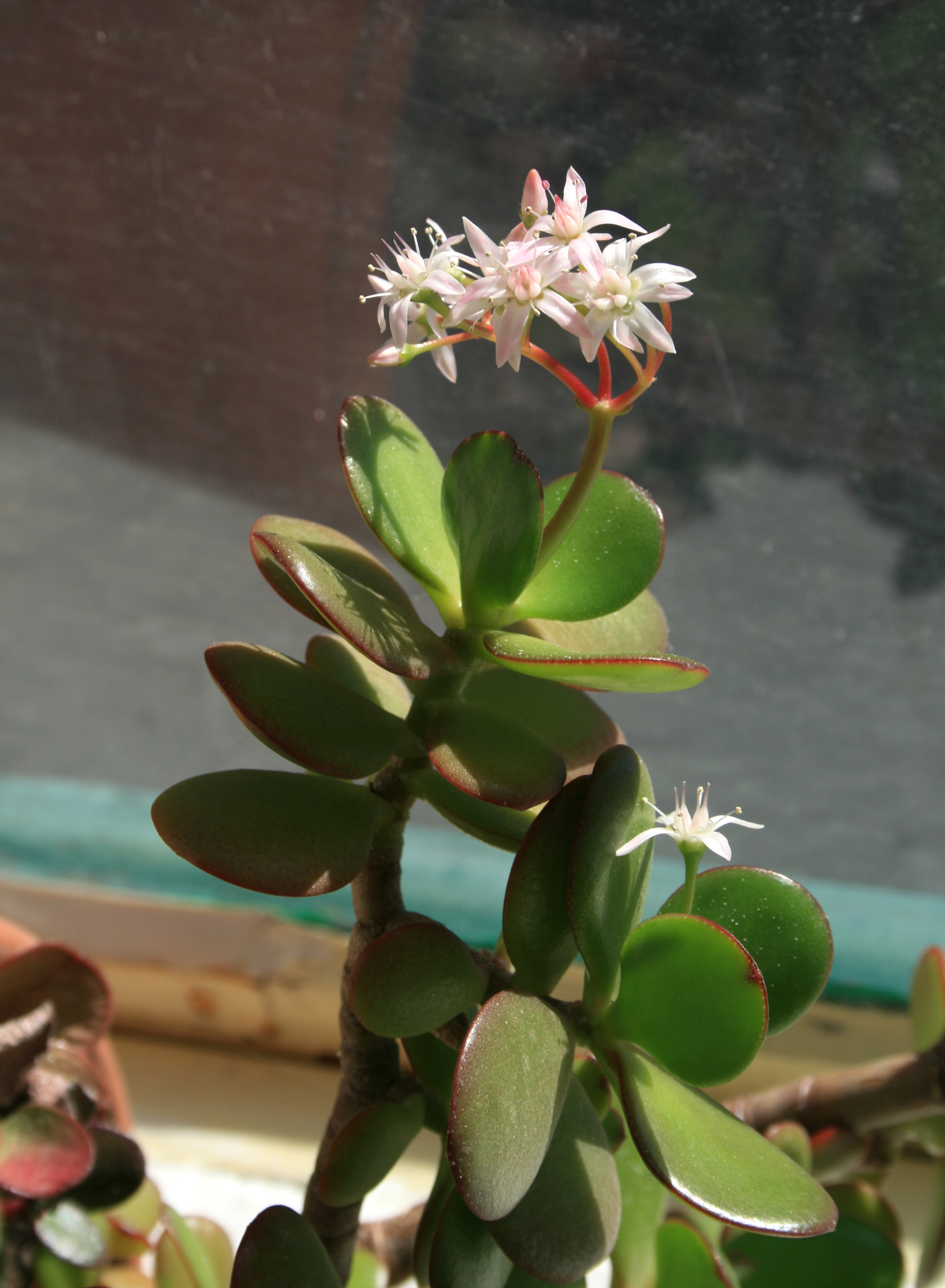
Vista de la planta.

## Condiciones ambientales
C. ovata tolera el calor, la sequía, el viento y cierto grado de salinidad en el aire. Como todas las suculentas, es muy sensible al exceso de agua, sobre todo durante la estación fría. Requiere exposiciones soleadas o a media sombra (unas 4-6 horas de sol directo). La sobreexposición a la radiación solar puede provocar la caída del follaje y quemaduras en las hojas. No tolera el frío. En regiones de clima templado puede soportar alguna helada ligera, a condición de que el sustrato se mantenga seco.

## Cultivo y usos
El riego en exceso puede ocasionar la caída de las hojas y la putrefacción de la planta. Sin embargo, también la falta extrema de agua puede dañarla. Su cultivo se favorece en un sustrato poroso y con buen drenaje, como turba y perlita en proporción 2-1 o mezcla especial para cactáceas y suculentas, para evitar la retención de agua y dejar que la superficie del sustrato se seque entre riego y riego.

### Floración
Para estimularla se debe dejar de regar por completo en otoño. La combinación de días más cortos, noches frías y falta de agua durante varias semanas producirán la floración alrededor del comienzo del invierno.

### Propagación
Se propaga fácilmente por esqueje de tallo u hoja. En la naturaleza, los tallos y las hojas a menudo se desprenden cayendo al suelo, y después de unas semanas, pueden echar raíces y formar una nueva planta. Cabe recalcar que con el uso de enraizantes naturales se puede acelerar el proceso.

### Usos
En jardinería se usa en rocallas o plantada en grandes macetas en el exterior en climas templados.
También se suele utilizar como bonsái de interior ya que puede controlarse muy bien su crecimiento.

## Taxonomía
Crassula ovata fue descrita primero por Philip Miller como Cotyledon ovata y descrito entonces en The Gardeners Dictionary, ed. 8, nº 8, 1768 y ulteriormente atribuido al género Crassula por George Claridge Druce y publicado en Rep. Bot. Soc. Exch. Club Brit. Isles 1916, p. 617, 1917.
/ref>
Etimología
- Crassula: derivado del idioma latín crassus, -a, -um, 'espeso, grueso' aludiendo a las hojas suculentas del género.[6]
- ovata: prestado del latín ōvātus, -a, -um, 'ovalado, que tiene forma de huevo'.[6]

Sinonimia
- Cotyledon lutea Lam.
- Cotyledon ovata Mill. - basiónimo
- Crassula argentea Thunb.
- Crassula articulata Zuccagni
- Crassula nitida Schönland
- Crassula obliqua Aiton
- Crassula portulacea Lam.
- Toelkenia ovata (Mill.) P.V.Heath[5]